# Двуглавая мышца плеча
Двугла́вая мы́шца плеча́ (би́цепс, лат. musculus biceps brachii) — большая мышца плеча, хорошо заметна под кожей.
Проксимальная часть состоит из двух головок — длинной (caput longum) и короткой (caput breve).
Длинная головка начинается от надсуставного бугорка лопатки (tuberculum supraglenoidale) длинным сухожилием, которое, проходя через полость плечевого сустава, ложится в межбугорковую борозду (sulcus intertubercularis) плечевой кости.
Короткая головка начинается от клювовидного отростка лопатки.
Обе головки соединяются, образуя брюшко, которое заканчивается сухожилием, прикрепляющимся к бугристости лучевой кости (tuberositas radii). От сухожилия медиально отходит плоский пучок (aponeurosis musculus biceps brachii), который вплетается в фасцию предплечья.

## Функция
- Сгибает плечо в плечевом суставе
- Сгибает предплечье в локтевом суставе
- Супинирует предплечье
- Участвует в отведении плеча при внешней ротации руки

## Варианты
Мышца обладает двумя пучками сокращения. Участвует в сгибании предплечья и сгибании плеча, сокращая тот или другой пучок.

## Анатомия

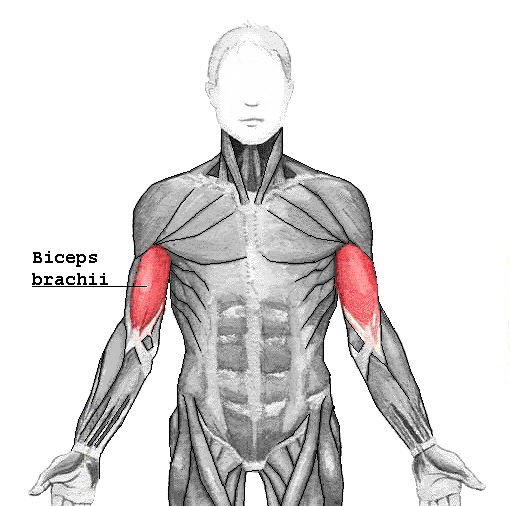
Расположение
Анатомическое расположение (красным)
Биомеханизм двуглавой мышцы плеча
Плечевой сустав
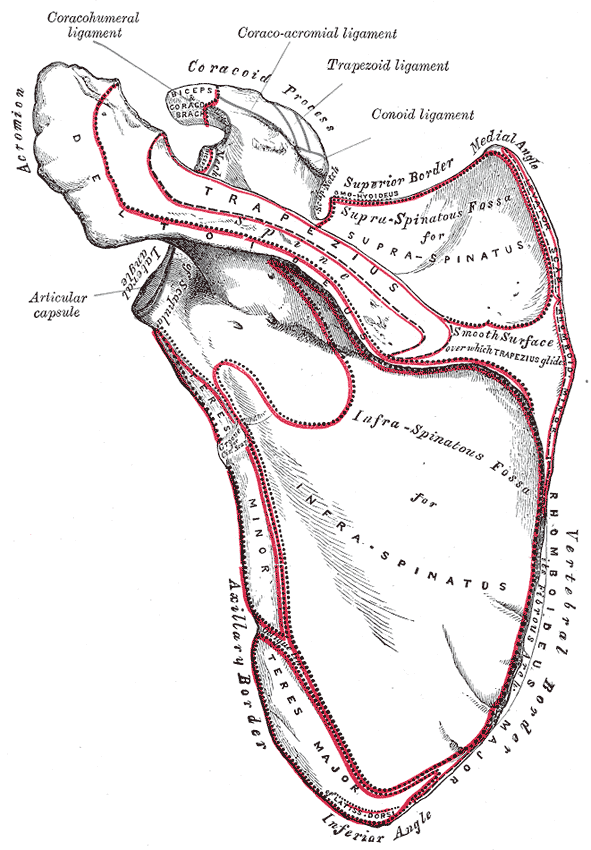
Левая лопатка, спинная поверхность
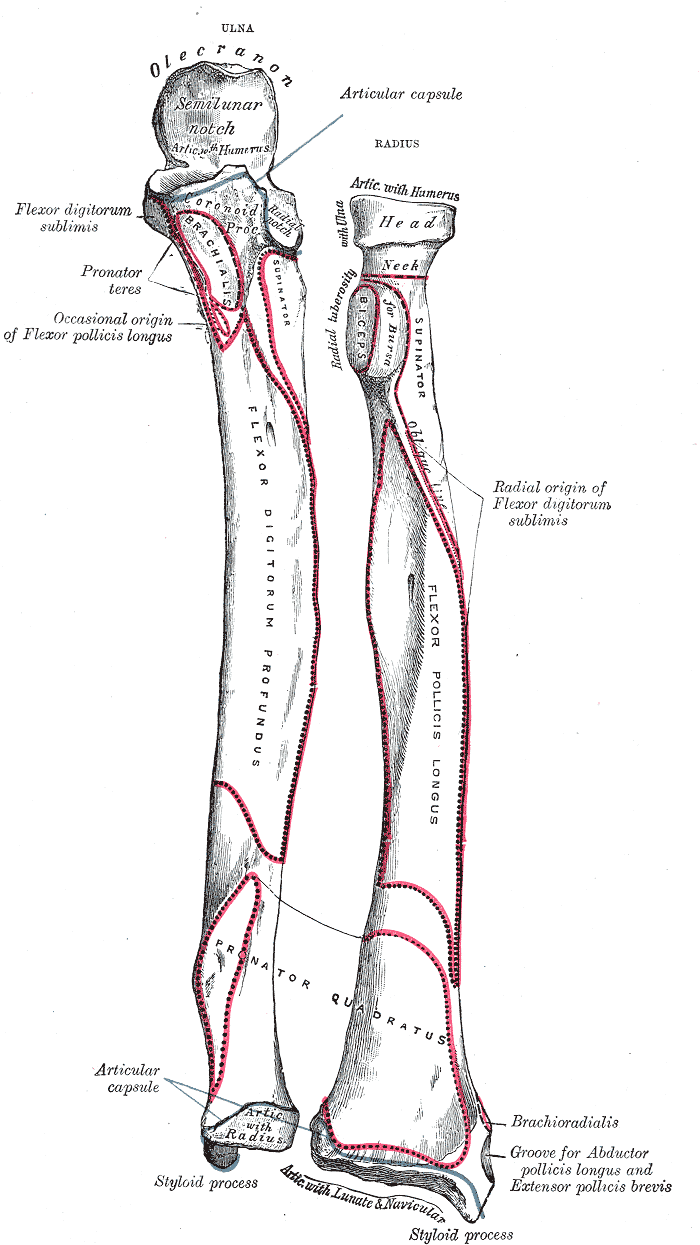
Кости левого предплечья. Передняя поверхность
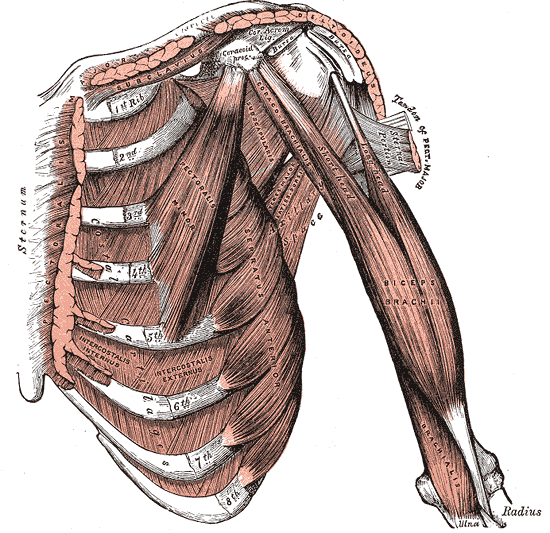
Глубокие мышцы груди и руки спереди
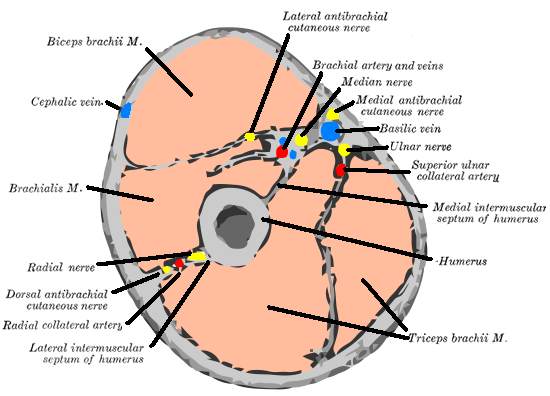
Поперечный разрез средней трети плеча
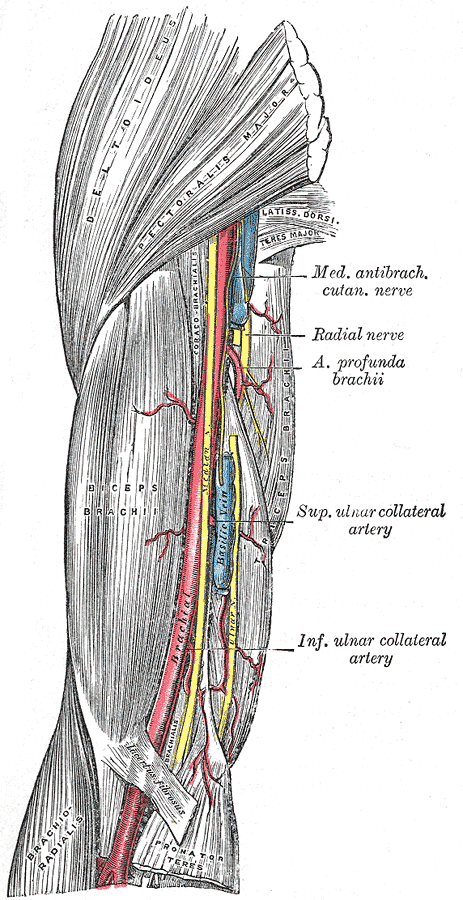
Плечевая артерия
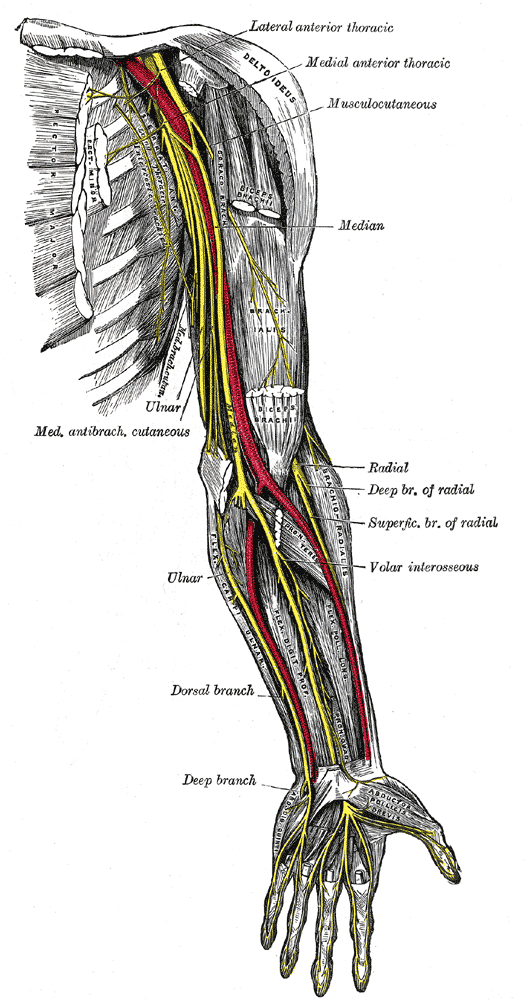
Нервы левой руки